# سامسونگ گلکسی آ۳۶ ۵جی
سامسونگ گلکسی آ۳۶ ۵جی یک گوشی هوشمند میان‌رده مبتنی بر اندروید است که توسط سامسونگ الکترونیکس به عنوان بخشی از سری گلکسی آ توسعه و تولید شده است. این گوشی به همراه گلکسی آ۵۶ ۵جی در تاریخ ۲ مارس ۲۰۲۵ معرفی شد. این گوشی در همایش جهانی گوشی همراه بارسلونا در اول مارس و بعداً در سوم مارس در هند رونمایی شد.

## طراحی
قاب جلو و عقب از جنس شیشه کورنینگ گوریلا گلس ویکتوس+ و فریم آن از جنس پلاستیک است. گلکسی آ۳۶ ۵جی همچنین دارای گواهینامه IP67 برای مقاومت در برابر گرد و غبار و آب است.
طراحی گلکسی آ۳۶ ۵جی مشابه کل سری گلکسی Ax5 است و دارای یک قاب مسطح و جزیره کلید (Key Island) می‌باشد. این گوشی یک ماژول دوربین تکی و یک تم رنگی الهام گرفته از «Radiance» را معرفی می‌کند.
گلکسی آ۳۶ ۵جی از حافظه داخلی ۱۲۸/۲۵۶ گیگابایتی UFS 3.1 بهره می‌برد.
در پایین گوشی، یک پورت USB-C 2.0، دو میکروفون و یک بلندگو وجود دارد. در بالا، یک میکروفون اضافی و یک سینی سیم‌کارت دوگانه (سیم‌کارت ۱ + سیم‌کارت ۲ یا سیم‌کارت ۱ + eSIM ۱ یا eSIM دوگانه - سازگاری eSIM به منطقه بستگی دارد) وجود دارد. در سمت راست، دکمه تنظیم صدا و دکمه پاور قرار دارد. سامسونگ دیگر از کارت حافظه اس‌دی در این گوشی پشتیبانی نمی‌کند.
گلکسی آ۳۶ ۵جی در گزینه‌های رنگی زیر به فروش می‌رسد:
| رنگ | نام                 |
| --- | ------------------- |
|     | مشکی فوق‌العاده      |
|     | اسطوخودوس فوق‌العاده |
|     | سفید فوق‌العاده      |
|     | لیمویی فوق‌العاده    |

## ارتقاها
- قابلیت eSIM با پشتیبانی از دو eSIM[۴]
- شارژ سریع‌تر ۴۵ واتی، که محدود به سری گلکسی اس+ و اس اولترا و ام۵۵ و اف۵۵ بود.
- اضافه شدن ویژگی‌های بیشتر هوش مصنوعی تحت عنوان Awesome Intelligence[۲]